# Grenzer
Grenzerii (limba română: grănicerii) erau trupe ale Imperiului Austriac originare din zona de Graniță Militară cu Imperiul Otoman. Această zonă de graniță a reprezentat o zonă-tampon între Europa creștină și otomani, trupele fiind recrutate inițial pentru a apăra Austria în cazul unei eventuale invazii. Atunci când nu exista pericolul unui război împotriva otomanilor, regimentele de grenzeri erau folosite de către habsburgi pe alte teatre de luptă, deși un batalion din fiecare regiment rămânea pentru a păzi frontiera.
Grenzerii erau succesorii armatei neregulate de panduri, care fuseseră de asemenea recrutați ca miliție de către habsburgi în secolul al XVIII-lea pentru a apăra granița cu otomanii, aceștia fiind folosiți și ca trăgători în Războiul de Șapte Ani. Cu toate acestea, până la vremea războaielor napoleoniene, trupele de frontieră fuseseră organizate în regimente de linie, însă erau considerate de către generalii austrieci ca fiind o combinație între infanteria de linie și cea ușoară. Beneficiaseră de antrenament în ceea ce privește trasul la țintă și principiile tactice ale formațiilor în linie. La începutul războiului, cele 18 regimente de grenzeri alcătuiau aproximativ un sfert din armata austriacă.
Totuși, deoarece grenzerii nu erau atât de buni în rolul de infanterie de linie precum regimentele obișnuite, comandanții austrieci nu i-au privit niciodată cu mult respect și, ca urmare a unei răscoale în 1800, numărul lor a fost redus de la 57 000 la numai 13 000. În ciuda acestor lucruri, grenzerii s-au comportat mai bine în luptă față de majoritatea celorlalte trupe austriece, în special la Marengo și Austerlitz, câștigând astfel respectul francezilor. Napoleon avea o părere bună despre ei și îi considera ca fiind singurii războinici adevărați din întreaga armată austriacă. Nu a avut nicio ezitare în a folosi grenzerii după înfrângerea Austriei în Războiul celei de-a Cincea Coaliții din 1809. Tratatul de la Schönbrunn a obligat Austria să cedeze teritorii din Granița Militară, iar regimentele de grenzeri 1, 2, 3, 4, 10 și 11 au intrat în serviciul francezilor. Acestea au luptat pentru Napoleon până la înfrângerea sa din 1814.
Cu toate acestea, în timpul secolului al XIX-lea, amenințarea turcilor otomani s-a diminuat, astfel că a scăzut și nevoia de trupe pentru apărarea Graniței. De asemenea, odată cu accentuarea naționalismului și autodeterminării slavilor de sud, comandamentul austriac a devenit suspicios față de grenzeri și posibilitatea declanșării unei revolte. Luând în considerare acești factori, numărul grenzerilor a fost redus continuu, deși au rămas în serviciu în armata austriacă și apoi cea austro-ungară până la Primul Război Mondial.